# Calliclinus nudiventris
Calliclinus nudiventris е вид лъчеперка от семейство Labrisomidae.

## Разпространение
Видът е разпространен в Чили.